# Laimperijalska biskupija
Laimperijalska biskupija je naslovna biskupija u Čileu.
Povijesni korijen ove biskupije je biskupija grada La Imperiala, razorenog u ustanku Mapuche 1598., za vrijeme Araukanskog rata. 
Budući da je grad razoren, ne funkcionira više kao obična katolička biskupija, nego je ostao kao naslovna biskupija. 

### Naslovni biskupi
- Ricardo Ezzati Andrello, S.D.B. (10. srpnja 2001. – 27. prosinca 2006.)
- Petar Ossandón Buljević (4. studenoga 2008. - )